# 1983 en Tunisie
Chronologie de la Tunisie
- 1979
- 1980
- 1981
- 1982
- 1983
- 1984
- 1985
- 1986
- 1987

Cet article présente les faits marquants de l'année 1983 en Tunisie ou relatifs à la Tunisie.

## Événements
- 18-20 mars : le président algérien Chadli Bendjedid se rend à Tunis en visite officielle ; il signe avec le président Habib Bourguiba, pour vingt ans, un « traité de fraternité et de concorde »[1].
- 29-31 mai : le président Habib Bourguiba est en visite à Alger[1].
- 27-29 octobre : le président français François Mitterrand est en visite officielle en Tunisie[1].
- 27 décembre : des « émeutes du pain », provoquées par le doublement des prix du pain et des produits céréaliers, éclatent[2].

## Sports

### Athlétisme
- Championnats de Tunisie d'athlétisme 1983

### Football
- Équipe de Tunisie de football en 1983
- Championnat de Tunisie de football 1982-1983
- Championnat de Tunisie de football 1983-1984
- Coupe de Tunisie de football 1982-1983
- Coupe de Tunisie de football 1983-1984

### Handball
- Championnat de Tunisie masculin de handball 1982-1983
- Championnat de Tunisie masculin de handball 1983-1984

### Volley-ball
- Équipe de Tunisie de volley-ball en 1983
- Championnat de Tunisie masculin de volley-ball 1982-1983
- Championnat de Tunisie masculin de volley-ball 1983-1984

## Culture
- Caméra d'Afrique, documentaire tunisien réalisé par Férid Boughedir et sorti en 1983.
- Les Belles de Tunis, roman de Nine Moati paru en 1983 aux éditions du Seuil.

## Naissances en 1983
- Naissance en Tunisie en 1983

## Décès en 1983
- Décès en Tunisie en 1983